# にゅるにゅる!!KAKUSENくん
『にゅるにゅる!!KAKUSENくん』（にゅるにゅる!!カクセンくん）は、日本の短編テレビアニメ作品で、第1期が2013年7月から12月まで放送され、第2期が2015年4月より6月まで放送された。

## 概要
人間の鼻の部分に存在する「角栓」をモチーフにしたキャラクターが繰り広げる、ショートコメディ作品。
第1期
主題歌はでんぱ組.incが担当する。本編は約2分。また、koebuでは「にゅるキャラ声優募集オーディション」を実施。実写を交えて放送する回もある。
第2・3期
本編が約4分に拡大。ニュルオはアイドルグループ「にゅるズ」に勧誘され、アニサマ出場を目指す（実際の2015年アニサマでは2日目（8月29日）の休憩時間に本作の特別映像が流され、同日夜、公式サイトもこれを記念したバージョンに更新している）。第3期は、2期の最終回として1話だけ放送された。
第4期
モーションキャプチャを利用した生放送アニメとしてニコニコ生放送にて配信することが発表された。資金はクラウドファンディングで募集される予定だったが、2019年現在、プロジェクトは立ち上げられておらず、配信も行われていない。

## 登場キャラクター

### 第1期
ニュルオ
声 - 伊藤悠翔
主人公。生まれたばかりの新米角栓で年齢は0歳。純粋で、まだまだ世間知らずだが、実は一番まともで基本的なツッコミ役。相手によっては、心の中で見下している。趣味はスタンプラリー。夢は公務員と幸せな角栓ライフを送ること。
第2期でも引き続き準主役として、新たな肌に転生。にゅるズのメンバーとなる。実は第2期のニュルオは第1期終盤に登場していた「量産型角栓 Nyuru-O」の1体であった。
カクセンパイ
声 - 片桐仁（ラーメンズ）
みんなのセンパイ。51歳で非常に大きい。太い眉毛が特徴で、自意識過剰なところがある。また基本的に人の話を聞かないことが多く、ニュルオや吉田くんなどの他人の名前を間違えて呼ぶことも多い。趣味はダーツ。将来の夢はプロサーファー。第2期のエンディングでは彼の眉毛と思われるものが出てきており、その眉毛はハナタソに当たっている。
カクセンセー
声 - 福山潤
マッドサイエンティスト。29歳。ロジカルな思考の持ち主。いつも白衣を身につけている。変なところで、急に叫んだり感情的になることがある。趣味は読書。科学雑誌『Newton』を愛読しており、将来の夢は宇宙の起源の解明。実は「量産型角栓 Nyuru-O」を使い、美容グッズを売りまくろうと企んでいたことが24話で判明した。片手を刃物状に変形刺せることができる。
第1期最終回で死亡したと思われたが実は生きており、第2期では、角栓撃滅兵器を大量に製造するためニュルりんの鍵を狙っている男として登場しており、半分機械となっている。
ニュナ
声 - 戸松遥
みんなのアイドルかつマドンナ的存在の角栓。17歳で思春期。美容に関してはストイックな面を持つ。カクセンパイの事が好きなのだが､彼の性格さゆえ、きづいてもらえない。趣味はヨガ。将来の夢はメイクアップアーティスト。
ふなっしー
声 - ふなっしー
千葉県船橋市の非公認ゆるキャラ。「形状が角栓に似ている」という理由で抜擢された。
ダニー
声 - FROGMAN
顔ダニ。第2期ではオープニングに2匹登場。
カクセンニン
カクセン界の生き字引き。
カクコウハイA、カクコウヒB
koebu声優オーディション受賞者。
ケ
ニュルオの彼女。毛の伸び具合で別れ、その後年商3億円のアイドル社長になった。
菊枝（きくえ）
演 - 森田彩華
ニュルオ達のいる宿主の人間。
ゆってぃ
演 - ゆってぃ（本人役）
菊枝の彼氏。
カクゴロウ
ムツゴロウさん似の動物カクセン研究家。
秘密結社鷹の爪
第13話でコラボ。映画『秘密結社鷹の爪 鷹の爪GO 〜美しきエリエール消臭プラス〜』の宣伝に来た。
不良カクセンA、不良カクセンB
カクセン界の仏恥義理。角栓と書いてマジと読む。
ニキB（ニキビー）
カクセン界のBボーイ。ラップ調で話す。カクセンパイとは幼馴染。
ニキBJr.（ニキビージュニア）
カクセン界の神の子。ニキBの息子。父親を公開処刑したカクセンパイに勝負を挑む。本名「よしはる」で、実はニキビではなく虫刺されだった。
ニキBJr.の母
ニキBJr.は自分の息子ではなかったと明かす。
メラニンジャ
お肌の忍び。最近のトレンドは「だってばよ」。メラ忍者の目的は紫外線からお肌を守ること。しかしメラニンであるため死ぬとシミになる。
セン・コナー
未来のリーダー。シワちゃんに助けを求める。
K-1000
未来の角栓。セン・コナーを捕まえようとする。
シワちゃん
カクセン界のダイジョーV。動けないタイプのシワ。カリフォルニアネタに詳しく、アンチエイジングされるとI'll be back.と言い残した。
パイロット版ニュルオ
生まれたばかりのボツ主人公。机型のタイムマシンで過去に行った時に出会った、試作段階の主人公。関西弁の設定。
パイロット版カクセンパイ
みんなのボツセンパイ。オネエキャラ。
パイロット版カクセンセー
ボツサイエンティスト。さわやかキャラ。
鼻パックシート
パイロット版では擬人化していた。
でんぱ組.inc（本人役）
アイドル角栓。ねむきゅん、もが、りさちー、みりん、えいたそ、ピンキーの6人グループ。
マネージャー
でんぱ組.incのマネージャー。
量産型角栓 Nyuru-O
カクセンセーが製作していた量産型角栓クローン。主人公ニュルオもパイロット版も、第2期登場のニュルオもクローンであった。

### 第2期
にゅるズ
第2期から登場する角栓界の売れないアイドルグループ。ニュルオを（強引に）5人目のメンバー「ショタ」に加えアニサマ出場を目指す。ちなみにハナタソ以外のにゅるズは全員角栓。
ハナタソ
声 - 内田彩
にゅるズのメンバーの一員で絶対的リーダー。しかし実際は角栓ではなく鼻糞なのだが（鏡で顔を見たことがなく）本人は気づいていない。素直な性格だが四つに分裂したり、涎を出した変顔をしたりするなど、インセクトに無茶苦茶なことをする。メゾンハナノアナに住んでいる。アニサマソロ出場の疑いがあるが真相は謎。
ニュルりん
声 - 楠田亜衣奈
にゅるズのメンバーの一員。アイドルの中のアイドルだが、アイドルが過ぎて逆にアイドルから逸脱している。スリーサイズは卑弥呼と同じらしい。口癖は「〜なのだ」。
コーリン星の姫ニュル・パドメ・アミダラリンであり「コーリン星からやってきたのだ」はイタいアイドル設定ではなかった。リボンを解くと鍵型の寝ぐせになり、角栓を無限に生み出す扉THE GATEを開ける鍵となるらしい。
ニュルにゃん
声 - 渡部優衣
にゅるズのメンバーの一員で未来から来た関西風ネコ型角栓。大阪弁とネコ語をあわせた「にゃんさい弁」で話す。様々なスーパーアイテムを瞬間的に出す。阪神ファン。
実はTHE GATEを開く鍵を見つけるために潜入していた角栓撃滅兵器「プルートー」であった。
山口（やまぐち）
声 - 山口立花子
にゅるズのメンバーの一員。謎めいた雰囲気を持っており、無口かつ冷静沈着な性格の持ち主で、ニュルりん曰く｢絶望的に喋らない｣。しかしそれはある理由で｢夢｣や色々な感情を捨て去ってしまったためである。夢は「感情のない泥人形」になること。基本的に本を読んでいることが多い。
山ロ（やまろ）
声 - 山口立花子
カクセン界の超スーパーアイドル。CD1枚で売上8000万枚、角栓紅白歌合戦1年で9回出場する。実は山口が捨てた「夢」であり、突如引退を発表し山口に食べられるというかたちで山口の体に戻った。

T・毛（ティー・けー）
声 - 渡辺和貴
伝説の毛ーボーティスト。T・毛ファミリーをはじめとするミリオンセラーを連発し一時代を築いた90年代の香りがする伝説の音楽プロデューサー。
山ロ（やまろ）に「渚のちくわ」という曲を提供している。
コラーゲン
声 - 中田章人
叱りのスペシャリスト。にゅるズの臨時顧問になるが、「ゲン」が貯まり過ぎてゲンを連呼するようになってしまった。
カサブタ
声 - 藤枝雅人
ランプの魔人。乾燥肌にある魔法のランプから出てきた。アニサマに出たいというにゅるズを特訓し白けさせた。
バカボンのパパ
声 - FROGMAN
格上のアニメキャラクター。にゅるズ新メンバーオーディションに登場し、どさくさに紛れ『バカボン』初の完全新作アニメ映画の宣伝をした後、謎勝負でハナタソと張り合った。
O-157
声 - モリ∩
一世を風靡した腸管出血性大腸菌。3ヵ月で姿を消した一発屋で、今は屋台「肉巻きクロワッサンたい焼き」をやっている。にゅるズのトーク力を試すため突如ごきげんよう風の司会を始める。
変なおっさん
声 - 渡辺和貴
角栓ボクシングジムにいる眼帯をした丹下段平似のおっさん角栓。
メンドーサ
角栓ボクシングジムでハナタシとトレーニングをしていたホセ・メンドーサ似の角栓。
ドローン
ハナタソがカク公像の前で待ち合わせしていたクワッドローター。
ミミタソ
声 - 内田彩
聞きしに勝る二女。ツインお団子（ミッキーヘア）をしたハナタソの妹。ハナタソ同様4分割分裂する。
メタソ
声 - 内田彩
アイすべき三女。眼鏡をかけ三つ編みをしたハナタソの妹。ハナタソ同様4分割分裂する。
タソ
声 - 内田彩
ひねり出された末っ子。浅黒肌で体格が大きいハナタソの妹。「（視聴者に）食事中の人もいるので」という理由でニュルオに直ぐに流された。
親知らず
声 - 丸塚香奈
母を訪ねて30歩。口の中から出てママ（声 - 西森梨花）を探している親知らず。本名やすひろ。ママと再会するが彼女には本当の子供がおり、実は親知らずはセラミック製差し歯であったと明かされる。
はなみじゅまる
声 - 内田彩
水属性のカクモン。
草刈草雄（くさかりくさお）
声 - 渡部優衣
草属性のカクモン。アドリブ回なのに別撮りのため会話が合わない。
山口（やまぐち）
声 - 山口立花子
火属性のカクモン。
主人公の少年
声 - 伊藤悠翔
カクモンのトレーナーだが、どれも選ばず去ってしまう。

## スタッフ
- 原案・アニメーション制作 - DLE
- 原作・製作 - にゅるキャラ製作委員会（DLE、読売テレビ、面白法人カヤック、アイスタイル[1]、第1期）→にゅるキャラ2期製作委員会（第2期）
- 製作協力 - JTBエンタテインメント（第2期）
- プロデューサー - 江口文治郎、和田有啓（第1期）→江口文治郎（第2期）
- 監督 - 春日森春木（第1期）→モリ∩（第2期）
- 脚本 - モリマサ（第1期）→モリ∩（第2期）
- キャラクターデザイン - 山川水輝、野中晶史（第1期）→山川水輝（第2期）
- 作画監督 - 西山司（第2期）
- 音響監督 - 長崎行男（第2期）
- 音楽・効果 - 須藤雄毅（第1期）→森本清人（第2期）
- 録音 / MIX - 品川大、田中宏明（第1期）→野川"ZILL"靖友（第2期）

## 主題歌

### 第1期
「にゅるにゅるミラクル」
作詞 - 森正伸（モリマサ）、利根川貴之
作曲・編曲 - 利根川貴之、坂和也 & Wicky.Recordings / 歌 - でんぱ組.inc
でんぱ組.inc初のアニメ主題歌。

### 第2期
オープニング曲
「はじまりは隣の席でした」
作詞 - 丸山真由子 / 作曲 - 柴田尚 / 編曲 - 清水武仁
歌 - にゅるズ（内田彩、楠田亜衣奈、渡部優衣、山口立花子、伊藤悠翔）

エンディング曲
「全力でアイドルです!!」
作詞・作曲・編曲 - 鈴木裕明
歌 - にゅるズ（内田彩、楠田亜衣奈、渡部優衣、山口立花子、伊藤悠翔）
挿入歌
「ハジマレ, THE GATE!!」（第11話）
作詞 - 畑亜貴 / 作編曲 - 渡辺和紀
Animelo Summer Live 2015 -THE GATE- テーマソング

## 各話リスト
| 話数  | サブタイトル                                                                |
| 第1期 | 第1期                                                                       |
| ----- | --------------------------------------------------------------------------- |
| #01   | ニュルオ生誕！                                                              |
| #02   | 因果関係                                                                    |
| #03   | 絶対に負けられない戦い                                                      |
| #04   | 美に対する意識                                                              |
| #05   | 再会                                                                        |
| #06   | 愛と青春の門出                                                              |
| #07   | 不滅の真理                                                                  |
| #08   | たのしい自由研究                                                            |
| #09   | 社会科見学                                                                  |
| #10   | 角栓大陸のカクフェッショナル                                                |
| #11   | 亜麻色ヘアーラブ                                                            |
| #12   | 菊枝の身の上話                                                              |
| #13   | 星空のレジスタンス                                                          |
| #14   | 売れてるアニメがやってきた                                                  |
| #15   | ニュルオは激怒した                                                          |
| #16   | カオスの一例                                                                |
| #17   | アスも、日本晴れ                                                            |
| #18   | Bボーイ・イズム                                                             |
| #19   | 受け継がれるイズム                                                          |
| #20   | 100%勇気                                                                    |
| #21   | Judgment Day                                                                |
| #22   | 過去の過ち                                                                  |
| #23   | レザボア・キャッツ                                                          |
| #24   | 世界が終わるまでは…前編                                                     |
| #25   | 世界が終わるまでは…後編                                                     |
| 第2期 |                                                                             |
| #01   | ニュルオ転生!にゅる                                                         |
| #02   | 音楽プロデューサーさんは誰!?にゅる                                          |
| #03   | 解散にゅる                                                                  |
| #04   | そろそろダンスレッスンにゅる                                                |
| #05   | 全身全霊で他力本願にゅる                                                    |
| #06   | 西から昇ったお日さまが東へ沈むにゅる                                        |
| #07   | 息長く愛されたいにゅる                                                      |
| #08   | ハナタソをほじくるにゅる                                                    |
| #09   | 泥人形は電気羊の夢を見るかにゅる                                            |
| #10   | ボイストレーニングするにゅる                                                |
| #11   | ハジマルナ,THE GATE!! 前編 〜復活のK〜                                      |
| #12   | ハジマルナ,THE GATE!! 後編 〜叶え！みんなの夢にゅる〜                       |
| #13   | にゅるにゅる!!KAKUSENくん3期 カクセンモンスターズ＃01「えらばれたいにゅる」 |

## 放送局
| 放送地域       | 放送局           | 放送期間                                              | 放送日時                              | 放送系列                      | 備考                                                              |
| 第1期          | 第1期            | 第1期                                                 | 第1期                                 | 第1期                         | 第1期                                                             |
| -------------- | ---------------- | ----------------------------------------------------- | ------------------------------------- | ----------------------------- | ----------------------------------------------------------------- |
| 近畿広域圏     | 読売テレビ       | 2013年7月9日 - 12月24日                               | 火曜 1:57 - 2:00（月曜深夜）          | 日本テレビ系列                | 製作委員会参加 / 『MANPA』第1部                                   |
| 東京都         | TOKYO MX         | 2013年7月10日 - 12月25日                              | 水曜 22:27 - 22:30                    | 独立局                        |                                                                   |
| 日本全域       | TwellV           | 2013年7月12日 - 9月27日 2013年10月3日 - 2014年1月23日 | 金曜 20:00 - 20:30 木曜 18:30 - 19:00 | BS放送                        | 『鷹の爪団の楽しいテレビ』の 1コーナーとして放送 リピート放送あり |
| 第2期          |                  |                                                       |                                       |                               |                                                                   |
| 日本全域       | BS11             | 2015年4月6日 - 6月29日                                | 月曜 23:54 - 火曜 0:00                | BS放送                        | 『ANIME+』枠                                                      |
| 千葉県         | チバテレビ       | 2015年5月7日 - 7月30日                                | 木曜 0:00 - 0:30（水曜深夜）          | 独立局                        | MUSIC LAUNCHER内の1コーナーとして放送                             |
| 京都府         | KBS京都          | 2015年5月7日 - 7月30日                                | 木曜 1:30 - 2:00（水曜深夜）          | 独立局                        | MUSIC LAUNCHER内の1コーナーとして放送                             |
| 長野県         | 信越放送         | 2015年5月7日 - 7月30日                                | 木曜 1:45 - 2:15（水曜深夜）          | TBS系列                       | MUSIC LAUNCHER内の1コーナーとして放送                             |
| 高知県         | 高知放送         | 2015年5月7日 - 7月30日                                | 木曜 1:54 - 2:24（水曜深夜）          | 日本テレビ系列                | MUSIC LAUNCHER内の1コーナーとして放送                             |
| 宮城県         | ミヤギテレビ     | 2015年5月7日 - 7月30日                                | 木曜 1:59 - 2:29（水曜深夜）          | 日本テレビ系列                | MUSIC LAUNCHER内の1コーナーとして放送                             |
| 日本全域       | Music Japan TV   | 2015年5月8日 - 7月31日                                | 金曜 0:30 - 1:00（木曜深夜）          | CS放送                        | MUSIC LAUNCHER内の1コーナーとして放送                             |
| 愛媛県         | あいテレビ       | 2015年5月8日 - 7月31日                                | 金曜 1:34 - 2:04（木曜深夜）          | TBS系列                       | MUSIC LAUNCHER内の1コーナーとして放送                             |
| 新潟県         | 新潟放送         | 2015年5月9日 - 8月1日                                 | 土曜 1:50 - 2:20（金曜深夜）          | TBS系列                       | MUSIC LAUNCHER内の1コーナーとして放送                             |
| 埼玉県         | テレビ埼玉       | 2015年5月10日 - 8月2日                                | 日曜 2:30 - 3:00（土曜深夜）          | 独立局                        | MUSIC LAUNCHER内の1コーナーとして放送                             |
| 福島県         | テレビユー福島   | 2015年5月11日 - 8月3日                                | 月曜 0:50 - 1:20（日曜深夜）          | TBS系列                       | MUSIC LAUNCHER内の1コーナーとして放送                             |
| 鳥取県・島根県 | 山陰放送         | 2015年5月11日 - 8月3日                                | 月曜 0:50 - 1:20（日曜深夜）          | TBS系列                       | MUSIC LAUNCHER内の1コーナーとして放送                             |
| 岡山県・香川県 | 山陽放送         | 2015年5月11日 - 8月3日                                | 月曜 0:50 - 1:20（日曜深夜）          | TBS系列                       | MUSIC LAUNCHER内の1コーナーとして放送                             |
| 奈良県         | 奈良テレビ       | 2015年5月11日 - 8月3日                                | 月曜 1:30 -2:00（日曜深夜）           | 独立局                        | MUSIC LAUNCHER内の1コーナーとして放送                             |
| 岩手県         | テレビ岩手       | 2015年5月12日 - 8月4日                                | 火曜 1:24 - 1:54（月曜深夜）          | 日本テレビ系列                | MUSIC LAUNCHER内の1コーナーとして放送                             |
| 大分県         | テレビ大分       | 2015年5月12日 - 8月4日                                | 火曜 1:49 - 2:19（月曜深夜）          | 日本テレビ系列 フジテレビ系列 | MUSIC LAUNCHER内の1コーナーとして放送                             |
| 広島県         | 広島ホームテレビ | 2015年5月12日 - 8月4日                                | 火曜 1:55 - 2:25（月曜深夜）          | テレビ朝日系列                | MUSIC LAUNCHER内の1コーナーとして放送                             |
| 北海道         | 札幌テレビ       | 2015年5月12日 - 8月4日                                | 火曜 2:09 - 2:39（月曜深夜）          | 日本テレビ系列                | MUSIC LAUNCHER内の1コーナーとして放送                             |
| 中京広域圏     | CBCテレビ        | 2015年5月12日 - 8月4日                                | 火曜 2:25 - 2:55（月曜深夜）          | TBS系列                       | MUSIC LAUNCHER内の1コーナーとして放送                             |
| 群馬県         | 群馬テレビ       | 2015年5月13日 - 8月4日                                | 水曜 0:00 - 0:30（火曜深夜）          | 独立局                        | MUSIC LAUNCHER内の1コーナーとして放送                             |
| 青森県         | 青森テレビ       | 2015年5月13日 - 8月4日                                | 水曜 1:22 - 1:52（火曜深夜）          | TBS系列                       | MUSIC LAUNCHER内の1コーナーとして放送                             |
| 石川県         | 北陸朝日放送     | 2015年5月13日 - 8月4日                                | 水曜 1:30 - 2:00（火曜深夜）          | テレビ朝日系列                | MUSIC LAUNCHER内の1コーナーとして放送                             |
| 静岡県         | 静岡第一テレビ   | 2015年5月13日 - 8月4日                                | 水曜 1:34 - 2:04（火曜深夜）          | 日本テレビ系列                | MUSIC LAUNCHER内の1コーナーとして放送                             |
| 沖縄県         | 琉球朝日放送     | 2015年5月13日 - 8月4日                                | 水曜 1:50 - 2:20（火曜深夜）          | テレビ朝日系列                | MUSIC LAUNCHER内の1コーナーとして放送                             |
| 栃木県         | とちぎテレビ     | 2016年4月9日 - 7月2日                                 | 土曜 23:25 - 23:30                    | 独立局                        |                                                                   |

ネット配信
| ニコニコチャンネル | 2013年7月12日 - 2014年1月2日 | 金曜 20:30 更新            |                                                             |
| YouTube            | 2013年7月12日 - 2014年1月2日 | 金曜 更新                  | DLEチャンネルにて配信                                       |
| 第2期              |                              |                            |                                                             |
| ニコニコチャンネル | 2015年4月7日 - 6月30日       | 火曜 0:00 更新（月曜深夜） | 第1話のみ「キャラクターボイス名修正版」を4月7日 17:10に配信 |
| YouTube            | 2015年4月7日 - 6月30日       | 火曜 0:00 更新（月曜深夜） |                                                             |

## DVD / BD
2013年11月13日に第1期第1話 - 第12話までを収録したDVD第1巻がLoppi・HMV限定でDLEより発売。なお第13話以降はDVD化されていない。
2015年11月3日に第2期第1話 - 第13話までを収録したBDがハピネットより発売。

## アプリ
にゅるゲーシリーズとしてAndroid・iOSで配信。
- カクセンパイの青春!にゅるダッシュ!
- 指ですばやくぶった切れ!